# Xã Allegan, Michigan
Xã Allegan (tiếng Anh: Allegan Township) là một xã thuộc quận Allegan, tiểu bang Michigan, Hoa Kỳ. Năm 2010, dân số của xã này là 4.406 người.